# 路易斯·巴尔德斯
路易斯·安东尼奥·巴尔德斯（西班牙語：Luis Antonio Valdéz，1965年7月1日—），墨西哥男子足球运动员，司职中场。他曾代表墨西哥国家队参加1994年国际足联世界杯，结果队伍止步十六强赛。